# Clorammonio
Il clorammonio è un minerale appartenente alla classe degli alogenuri.
Deve il nome alla sua composizione: contiene infatti cloro ed ammonio.
Il minerale è assai raro e si trova nelle fumarole vulcaniche dove è associato ad altri prodotti di sublimazione (cloruri di ferro, fluoruri, acido borico e, qualche volta, realgar.

## Abito cristallino
Cubico

## Origine e giacitura
Il clorammonio è di origine idrotermale e vulcanica.

## Proprietà fisiche
È solubile in acqua.

## Forma in cui si presenta in natura
I cristalli sono rappresentati da incrostazioni bianche o biancastre di forma cubica o icositetraedrici.

## Miniere e luoghi di ritrovamento principali
- In Italia: Vesuvio, Isole Eolie, solfatara di Pozzuoli, Etna, Stromboli, Vulcano.[1]
- All'estero: Pelée, Hekla, Kilauea.[1]

## Studi
Il fatto che il cloruro d'ammonio si trovi nelle fumarole vulcaniche ha sollevato un dibattito scientifico dato che l'ammonio e i suoi sali non si trovano nelle rocce. Qualche scienziato ha proposto che l'ammonio presente nella roccia è di derivazione organico-biologica, la lava arrostendo alcuni elementi organico-biologici ha fatto sublimare l'ammoniaca presente in essi ma, in realtà, tali sublimazioni non sono possibili nelle forme animali e vegetali. È verosimile che l'ammoniaca presente nel minerale sia uno stadio di degassazione di magmi profondi e che vi era ammoniaca nell'atmosfera primitiva della Terra.